# واکسن نورا
واکسن نورا یک نوع واکسن کووید-۱۹ می‌باشد. این واکسن تحت مالکیت دانشگاه علوم پزشکی بقیةالله و همکاری شرکت پلاسما درمان سرو سپید تولید شده‌است. این واکسن نوعی واکسن زیر واحدی محسوب می‌شود که بر پایهٔ پروتئین نوترکیب می‌باشد. در تولید این واکسن، قسمتی از اسپایک ویروس به نام رسپتور بایندینگ دومین ((RBD) Receptor Binding Domain SARS-CoV-2) استفاده شد.
سازمان غذا و داروی وزارت بهداشت و درمان کشور ایران، پس از گذراندن مراحل کارآزمایی بالینی واکسن نورا، مجوز اضطرار Emergency use authorization (EUA) آن را برای استفاده و قرار گرفتن در سبد واکسیناسیون کشور در تاریخ ۱۶ اسفند ماه ۱۴۰۰ صادر کرده‌است. درکمیته ملی واکسن کووید-۱۹، واکسن نورا را به عنوان دوز یادآور تمامی واکسن‌های موجود در سبد واکسیناسیون کشور و برای استفادهٔ افراد بالای ۱۸ سال تأیید شد.
اعتبار مقاله‌ی مرتبط با کارایی این واکسن از سوی مجله ویرو‌س‌شناسی پزشکی (Journal of Medical Virology) رد شده است . 

## ساختار و مکانیسم عمل واکسن نورا
واکسن نورا، حاوی پروتئین نوترکیب RBD، بخشی از اسپایک ویروس کرونا است. زمانی که ویروس کرونا وارد سلول می‌شود پروتئین اسپایک در جایگاه S1/S2 برش خورده و RBD به گیرنده‌های سطح سلول ACE2 متصل می‌شود. این نوع واکسن‌ها که با هدف‌گیری RBD ایجاد شدند توانایی قوی برای مهار ویروس از طریق ایجاد اختلال در اتصال بین RBD به گیرنده ACE2 دارا می‌باشند زیرا RBD به‌طور مستقیم به گیرنده سطح سلول اتصال پیدا می‌کند.
محتویات واکسن نورا شامل آنتی‌ژن RBD و ادجوانت آلوم می‌باشد. واکسن‌های ژیفی (چین) و سوبرانا (کوبا) از جمله واکسن‌های مشابه با پلتفرم واکسن نورا می‌باشند.

## فاز پیش بالین
در مطالعه پیش بالینی، کاندیدای واکسن برای سندرم حاد تنفسی وابسته به ویروس کرونا-۲ طراحی گردید و بی خطری و ایمنی زایی آن در حیوانات آزمایشگاهی مورد ارزیابی قرار گرفت. آنتی‌ژن‌های پروتئین نوترکیب به همراه ادجوان گوناگون (آلوم، مونتاناید و AS03) در دو دوز ۸۰ و ۱۲۰ میکروگرم به سه حیوان مدل (موش، خرگوش و میمون) در فواصل زمانی صفر، ۲۱ و ۳۵ روز تزریق شد. ایمنی همورال و سلولی با استفاده از تکنیک الایزا، تست خنثی سازی ویروس، سنجش سایتوکاین و فلوسیتومتری آنالیز گردید. نتایج حاکی از آن بود که پروتئین متصل شونده به رسپتور (RBD)== منابع ==
1. ↑  «نگاهی به نتایج پیش بالینی واکسن نورا و لینک مقاله».
2. ↑  «دربارهٔ واکسن نوترکیب پروتئینی نورا».
3. ↑  «دکتر عین‌اللهی در بازدید از مرکز تزریق واکسن نورا: واکسن نورا کارایی و تأثیر ۹۴ درصدی داشته‌است». بایگانی‌شده از اصلی در ۲۳ اوت ۲۰۲۲. دریافت‌شده در ۲۴ اوت ۲۰۲۲.
4. ↑  Salimian, Jafar; Ahmadi, Ali; Amani, Jafar; Olad, Gholamreza; Halabian, Raheleh; Saffaei, Ali; Arabfard, Masoud; Nasiri, Mojtaba; Nazarian, Shahram (2023-02). "Safety and immunogenicity of a recombinant receptor-binding domain-based protein subunit vaccine (Noora vaccine™) against COVID-19 in adults: A randomized, double-blind, placebo-controlled, Phase 1 trial". Journal of Medical Virology. 95 (2). doi:10.1002/jmv.28097. ISSN 1096-9071. PMC 9539327. PMID 36029105. {{cite journal}}: Check date values in: |date= (help)
5. ↑  «Preclinical study of formulated recombinant nucleocapsid protein, the receptor binding domain of the spike protein, and truncated spike (S1) protein as vaccine candidates against COVID-19 in animal models». www.sciencedirect.com. دریافت‌شده در ۲۰۲۲-۰۸-۲۴.